# Herminio Masantonio
Herminio Masantonio (* 5. August 1910 in Ensenada; † 11. September 1956) war ein argentinischer Fußballspieler. Seine Karriere begann 1931 zeitgleich mit der Etablierung der Liga Argentina de Fútbol, der ersten Profiliga seines Landes. Zwölf Jahre lang lief er für den Verein CA Huracán auf, bevor er 1943 wechselte. Beim uruguayischen Club Atlético Defensor und dem argentinischen Verein CA Banfield konnte er jedoch nicht mehr an seine überragenden Leistungen anknüpfen und beendete nach einer einjährigen Rückkehr zum CA Huracán seine Laufbahn. Mit insgesamt 256 Ligatoren hält er noch heute den dritten Rang in der ewigen Torschützenbestenliste der Primera División.
Von 1935 bis 1942 absolvierte Masantonio in sieben Jahren 19 Spiele für die argentinische Nationalmannschaft und erzielte dabei 21 Tore. Bei den Austragungen der Copa América 1935 und 1942 erreichte er mit der Mannschaft jeweils den zweiten Rang und war in beiden Turnieren mit vier und mit sieben Treffern Torschützenkönig. 
Masantonio starb 1956 im Alter von nur 46 Jahren.

## Erfolge
- Copa Beccar Varela: 1933
- Copa Lipton: 1937